# Conger oligoporus
Conger oligoporus är en fiskart som beskrevs av Kanazawa, 1958. Conger oligoporus ingår i släktet Conger och familjen havsålar. Inga underarter finns listade i Catalogue of Life.